# Belvederchen

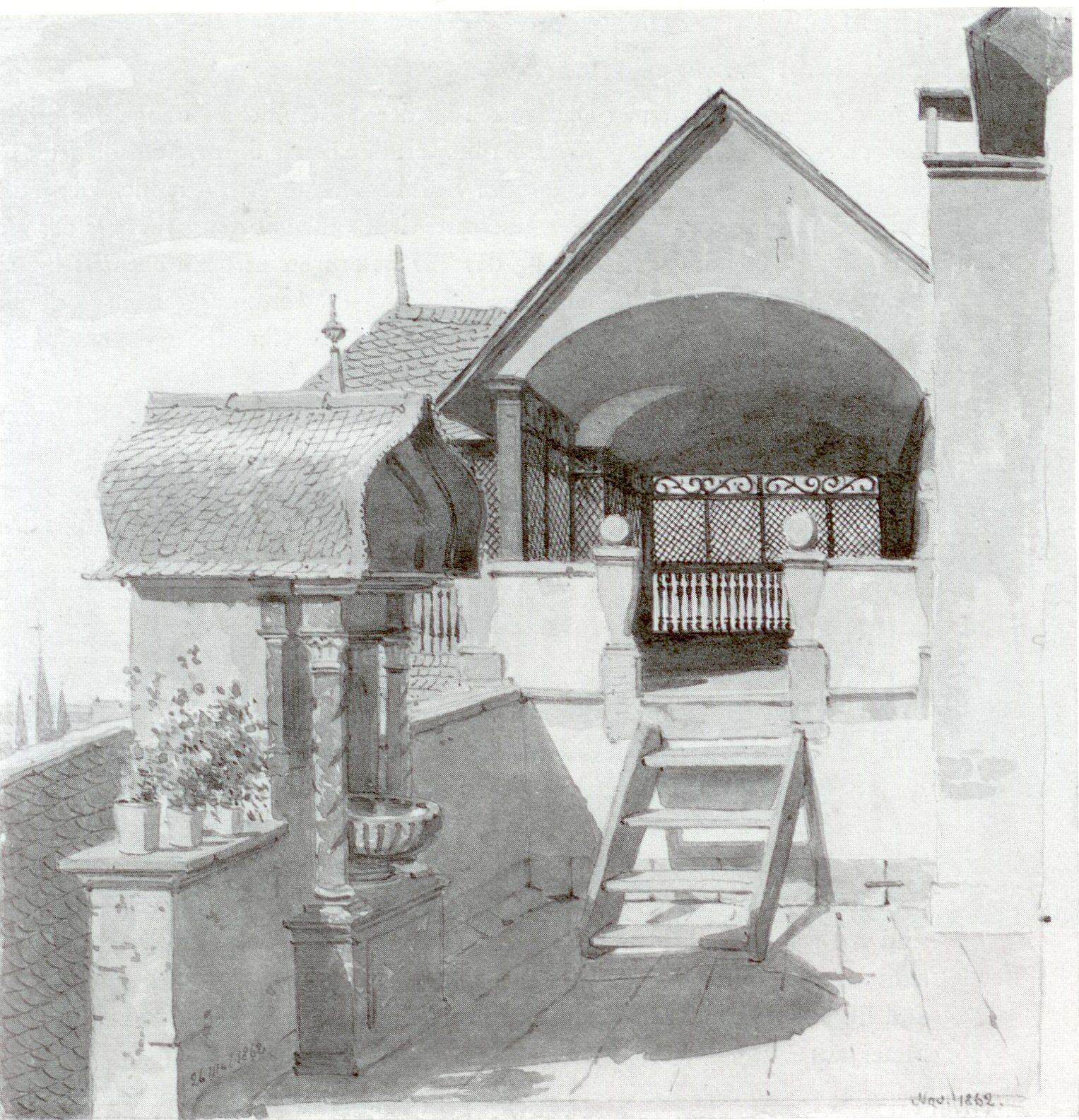
Belvederchen der Goldenen Waage, 1944 zerstört, 2014–2017 rekonstruiert

Belvederchen (mundartlich Belvederche) ist ein in Frankfurt am Main üblicher Begriff für einen begrünten Dachgarten. Zahlreiche Häuser der 1944 im Zweiten Weltkrieg bei den Luftangriffen auf Frankfurt am Main zerstörten Frankfurter Altstadt besaßen solche Dachgärten. In den dichtbesiedelten, engen und baumlosen Gassen der Stadt bildeten die Belvederchen eine wichtige Erholungsmöglichkeit für die Bürger.
Das berühmteste Belvederchen war das des Hauses zur Goldenen Waage am Markt, eines 1618 bis 1619 entstandenen Fachwerkhauses im Stil der Renaissance. Ähnliche Dachausbauten gab es beispielsweise auch auf dem Haus zum Schildknecht am Hühnermarkt, dem Haus zum Holderbaum und Hirschberg in der Saalgasse 30 sowie dem auch als Gewürzhaus bekannten Haus zum Weißen Hahn am Krautmarkt. 
Im Zuge des Wiederaufbaus der Altstadt im Dom-Römer-Projekt 2014 bis 2017 entstand das Belvederchen der Goldenen Waage neu,.  Auch andere Neubauten wie das Haus Schildknecht und das Kleine Seligeneck erhielten kleine Dachgärten.
Der Name ist ein Diminutiv von Belvedere. Das Diminutivsuffix „-chen“ hat im Frankfurterischen keine pejorative Funktion, sondern drückt Nähe und Vertrautheit aus.